# Metropolitana di Norimberga
La metropolitana di Norimberga (in tedesco U-Bahn Nürnberg) è la metropolitana che serve l'omonima città della Baviera. La rete, che fu inaugurata il 1º marzo 1972, dispone di 3 linee, per complessive 49 stazioni.

## Storia
La prima pietra della metropolitana cittadina venne posta il 20 marzo del 1967 dal ministro tedesco dei trasporti e dal sindaco di Norimberga.
Il 1º marzo 1972 entrò in funzione la prima tratta della linea 1 (U 1), Langwasser Süd - Bauernfeindstraße, di 3,7 km e nel corso degli anni successivi entrarono in servizio ulteriori tratti.
Il 28 gennaio del 1984 la seconda linea della metropolitana entrava in servizio tra Plärrer e Schweinau. La linea fu oggetto di ulteriori ampliamenti fino a raggiungere l'aeroporto.
Il 4 dicembre 2004 venne attivata una nuova sezione della U 1, di 1.3 km, verso Fürth, dalla stazione Stadthalle alla stazione Klinikum.
L'8 dicembre 2007 la linea U1 è stata ulteriormente estesa a Fürth Hardhöhe. Tra il 2008 e il 2011 è entrata in funzione la terza linea (U 3) a funzionamento automatico. Con l'attivazione della tratta di 1.083 m, il 12 dicembre 2011, la percentuale di popolazione della città servita dalla rete metropolitana è salita al 66%.
L'interscambio tra le tre U-Bahn è possibile nelle stazioni di Plärrer e Hauptbahnhof; in quest'ultima avviene l'interscambio con le ferrovie tedesche mentre la U2 raggiunge l'aeroporto della città.

### Progetti
È in costruzione un prolungamento della linea U3 verso sud-ovest, dal capolinea di Großreuth a Gebersdorf, con la fermata di intermedia di Kleinreuth; tale prolungamento entrerà in servizio, secondo le previsioni, nel 2025.

## Rete
La rete conta tre linee, due delle quali condividono la tratta centrale:
| Linea | Percorso                               | Note |
| ----- | -------------------------------------- | ---- |
| U 1   | Fürth Hardhöhe - Langwasser Süd        |      |
| U 2   | Röthenbach - Flughafen                 |      |
| U 3   | Großreuth bei Schweinau - Nordwestring |      |

## Galleria d'immagini

### Linea U1

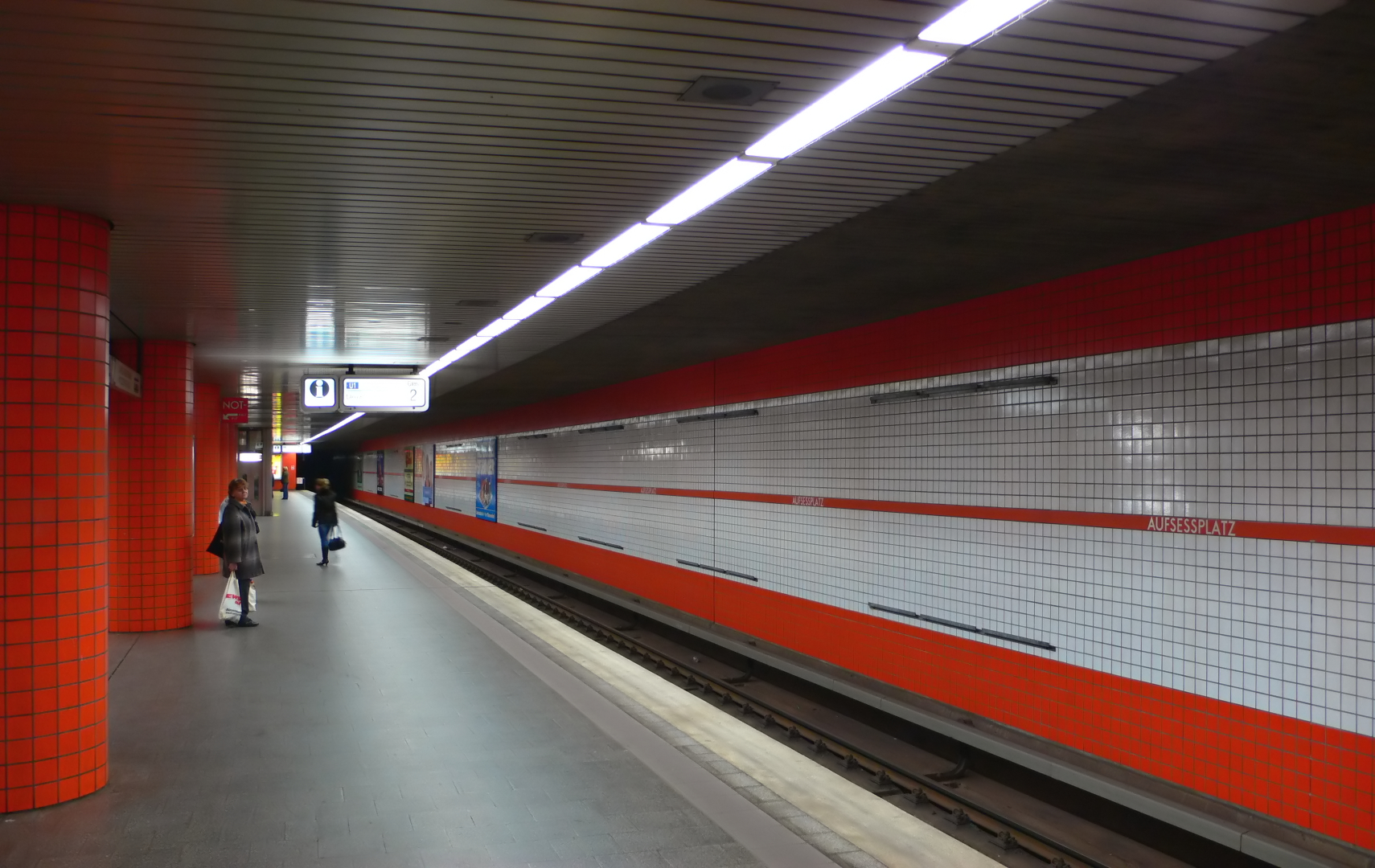
Stazione Aufsessplatz
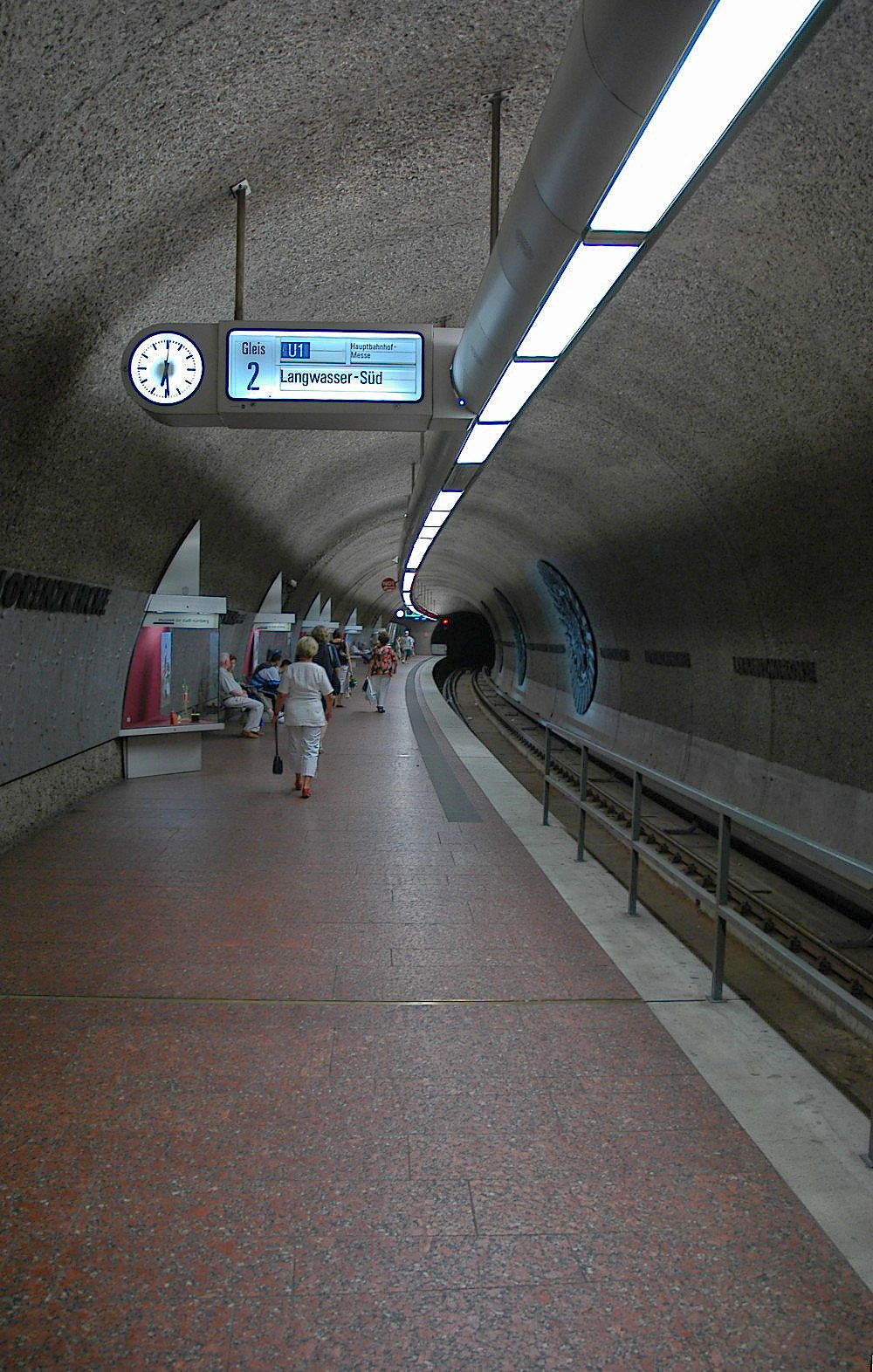
Stazione Lorenzkirche
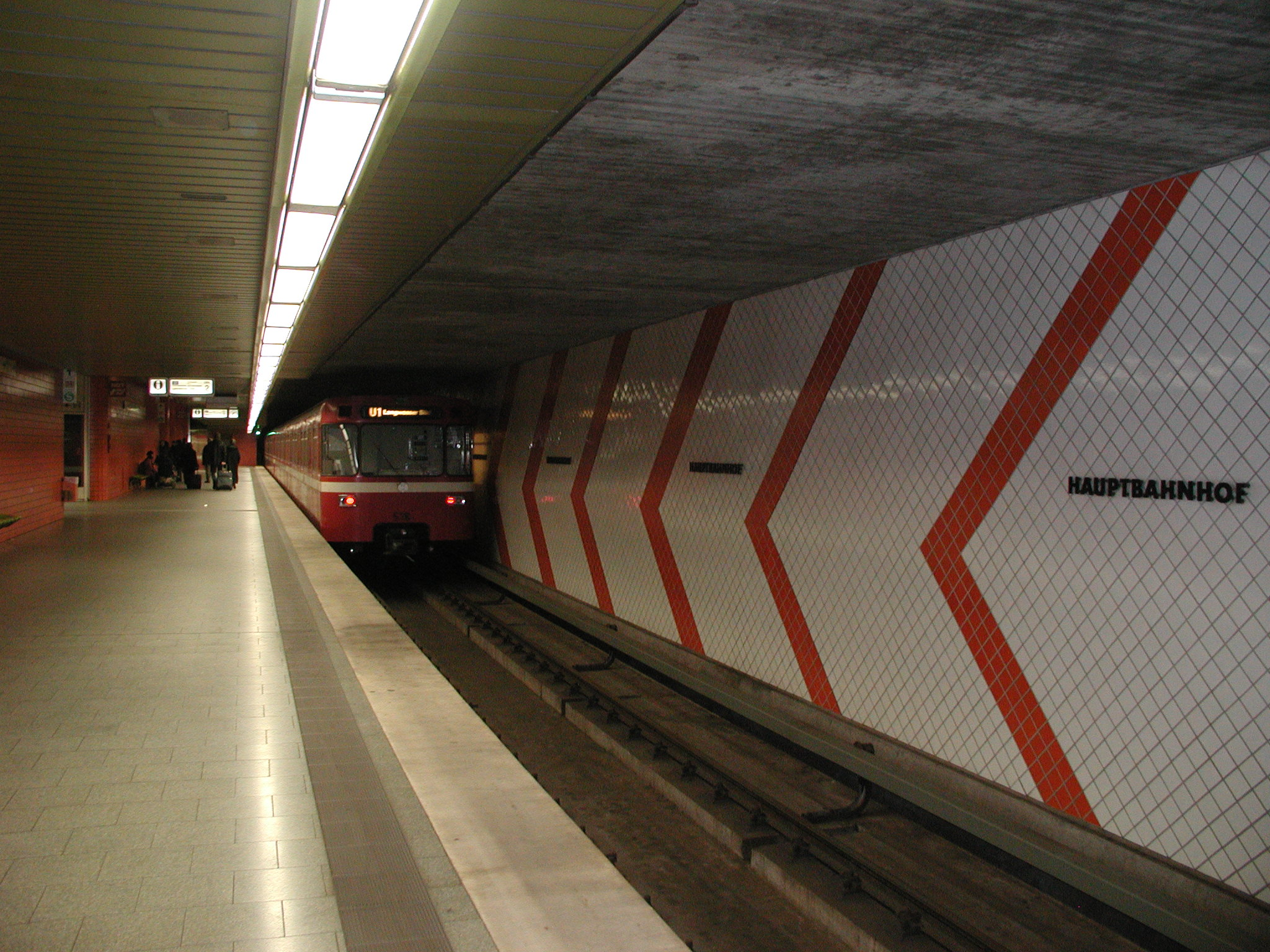
Stazione di Norimberga Centrale
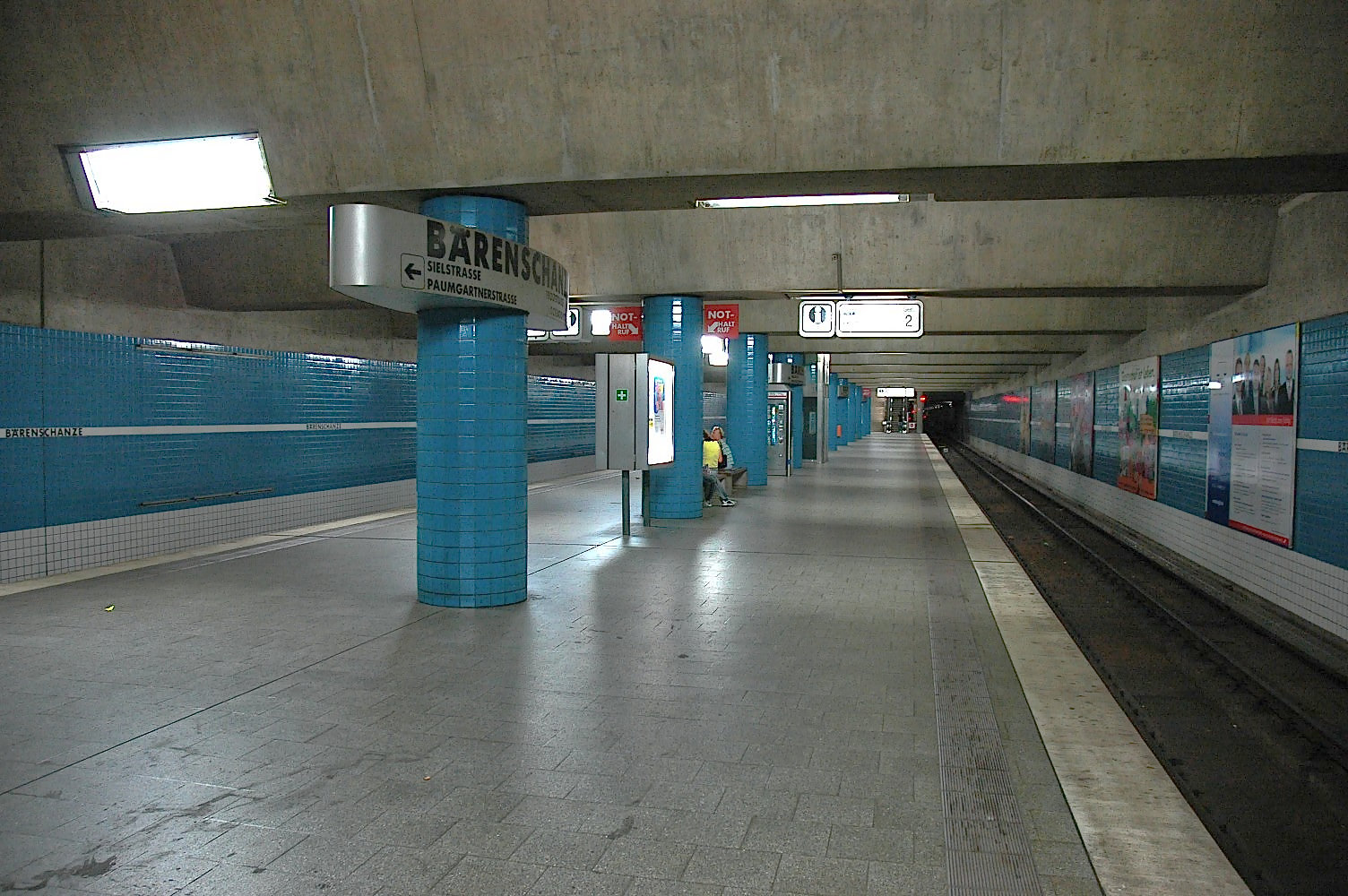
Stazione Bärenschanze
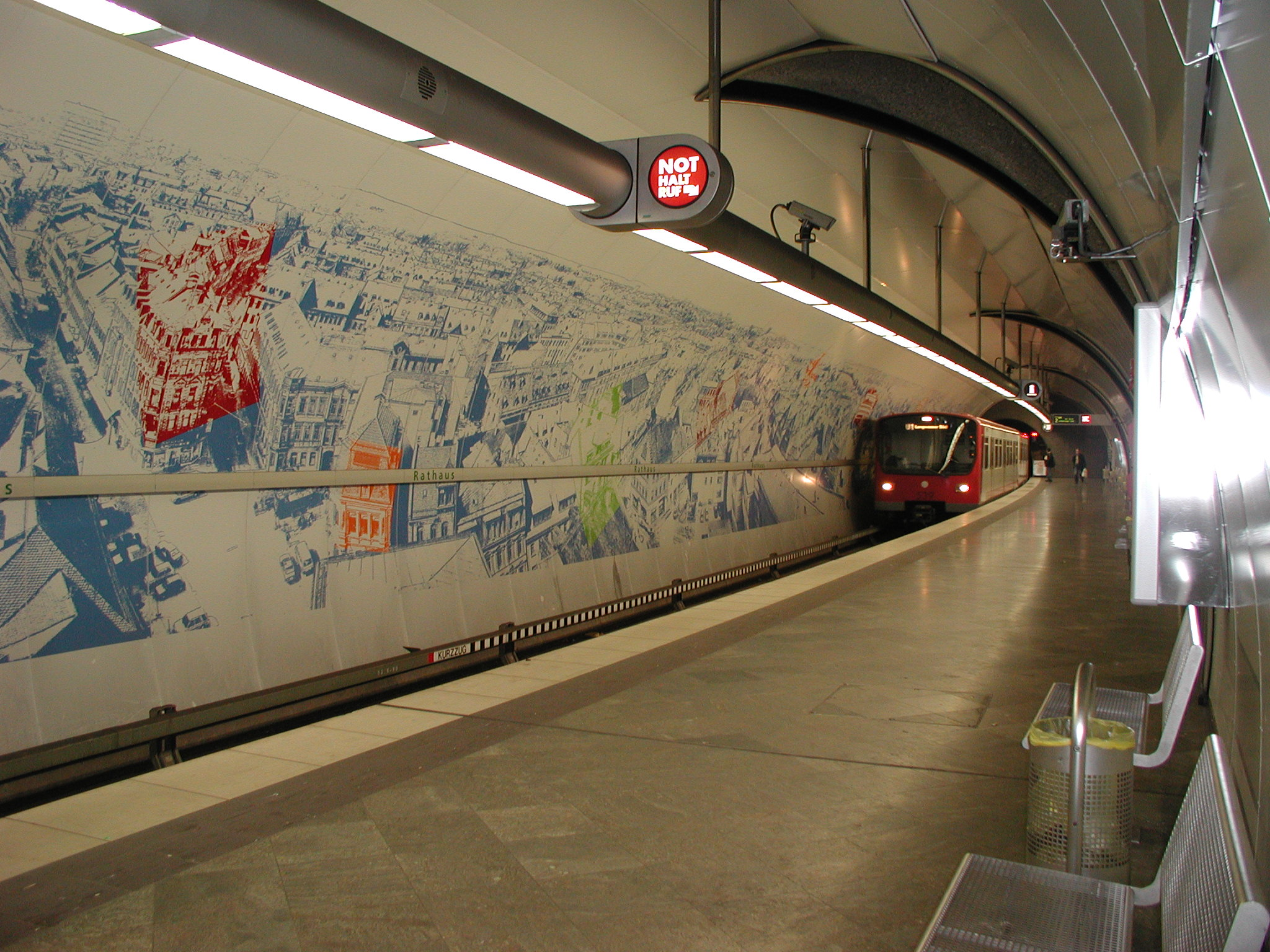
Stazione Municipio di Fürth

### Linea U2

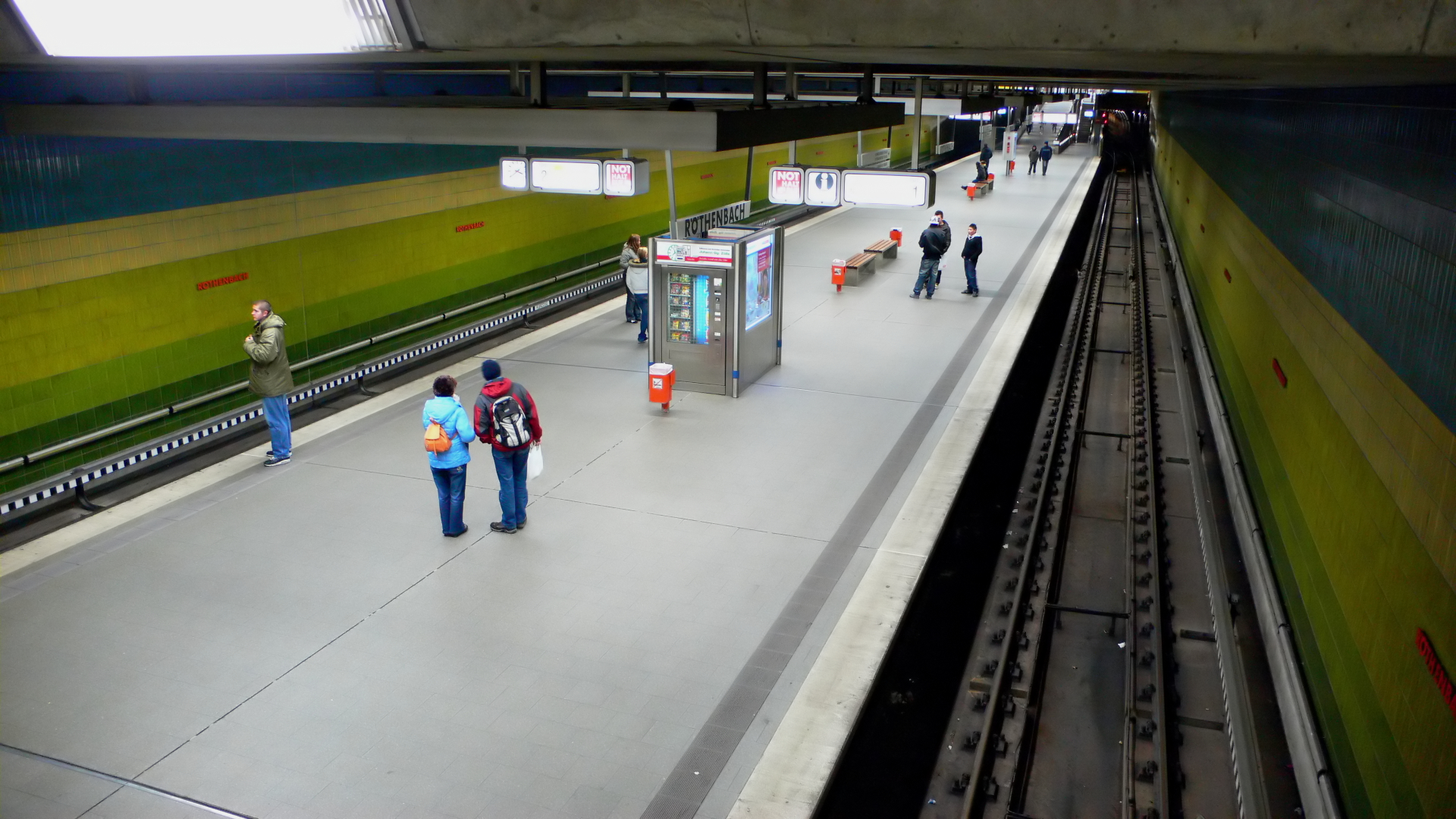
Stazione Röthenbach
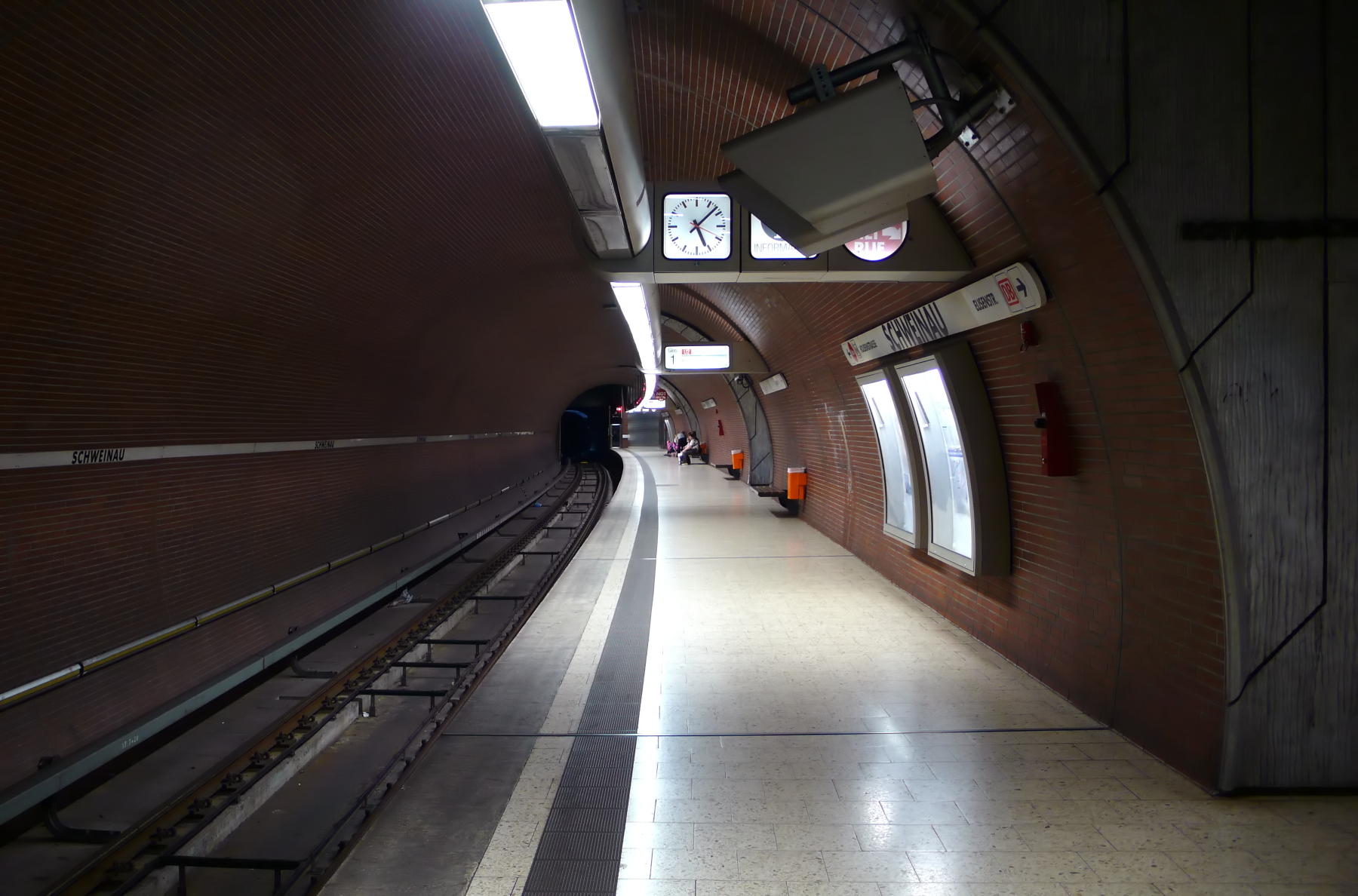
Stazione Schweinau
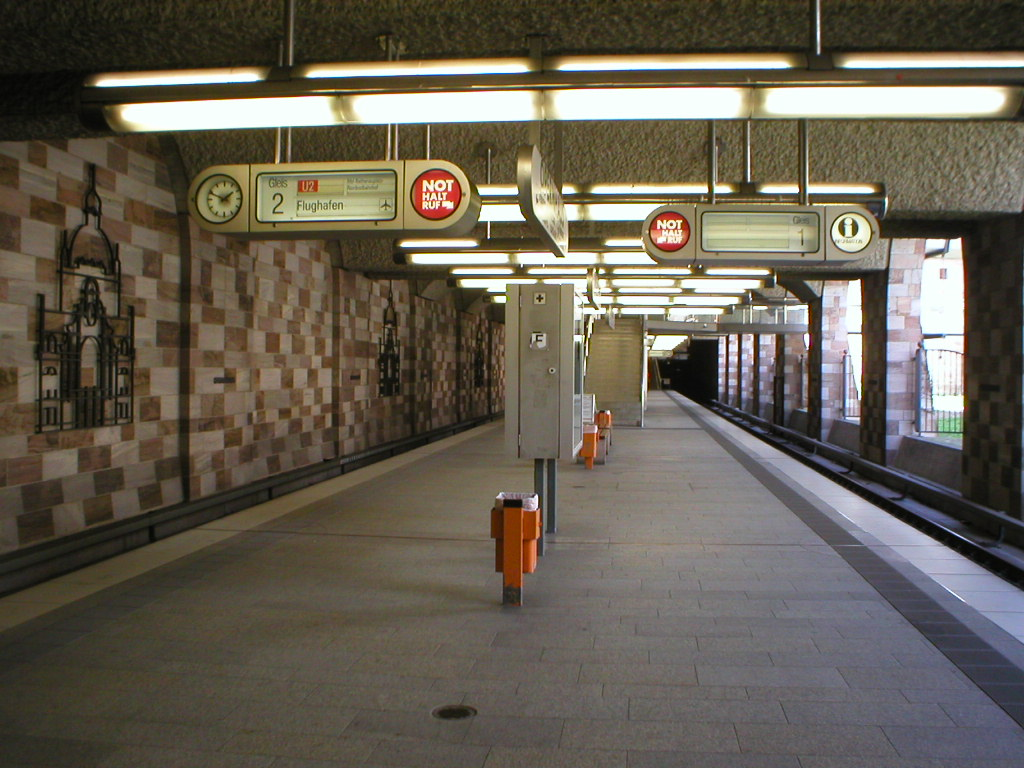
Stazione Opera
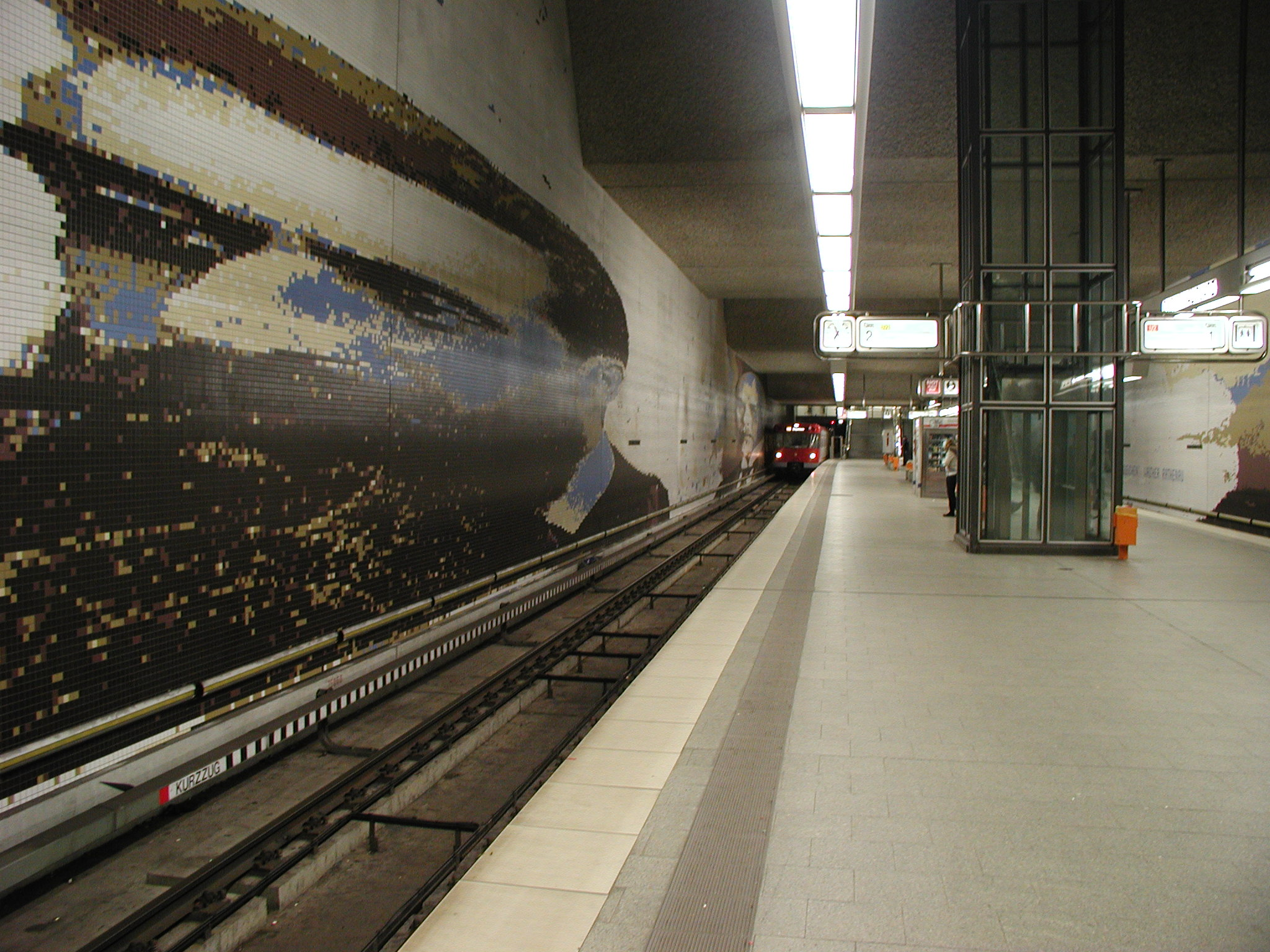
Stazione Rathenauplatz
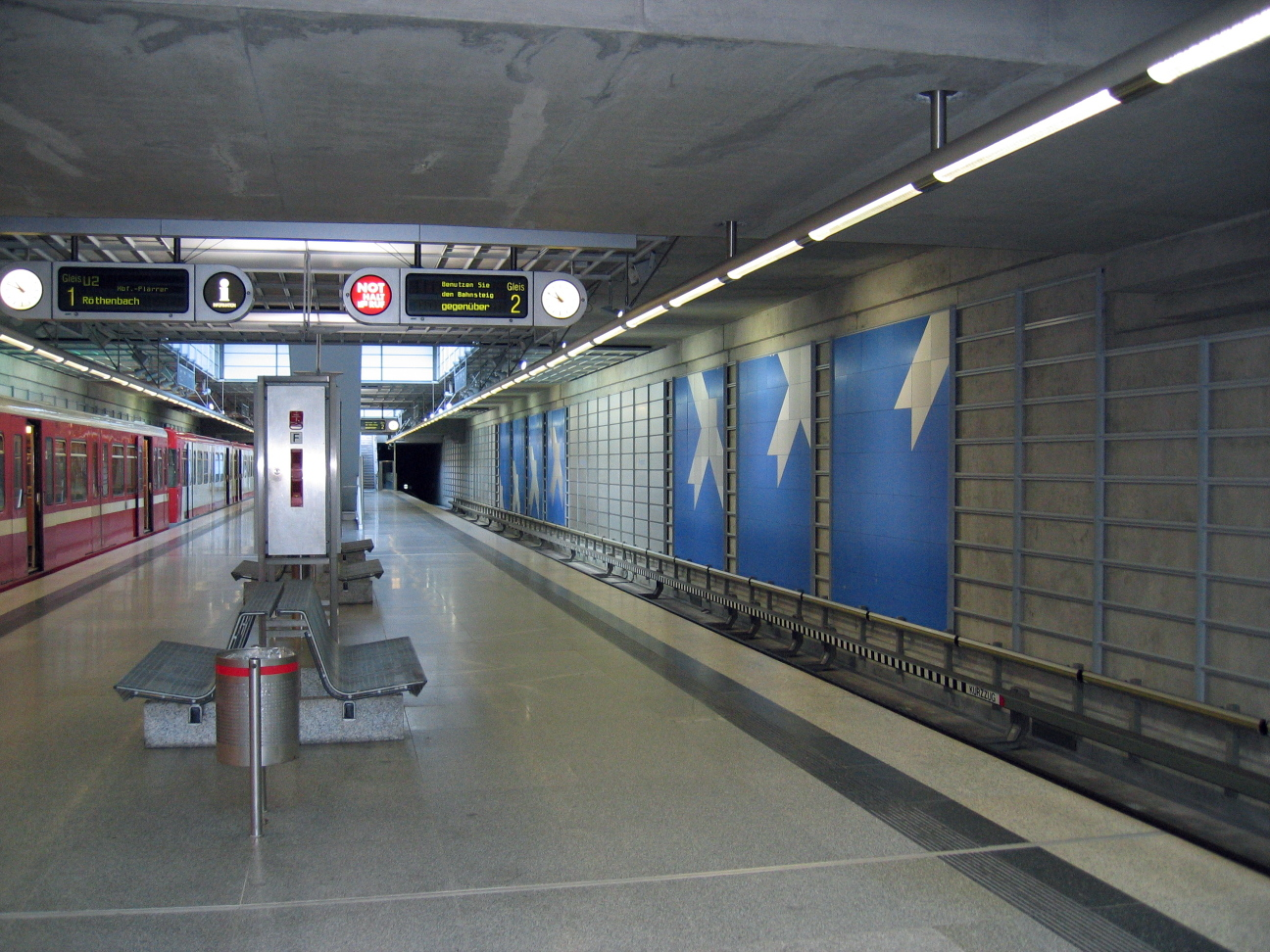
Stazione Aeroporto

### Linea U3

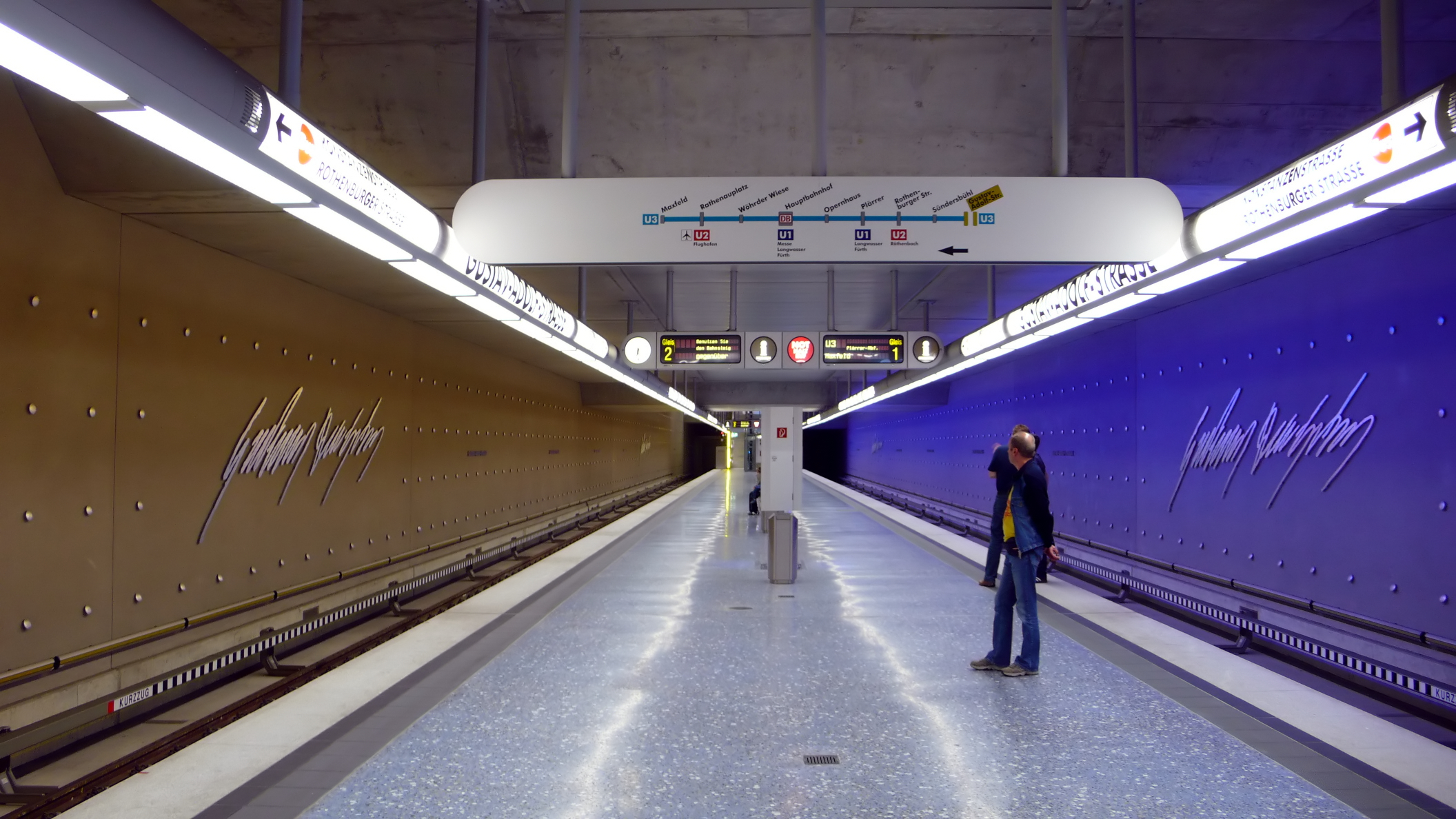
Stazione Gustav-Adolf-Straße
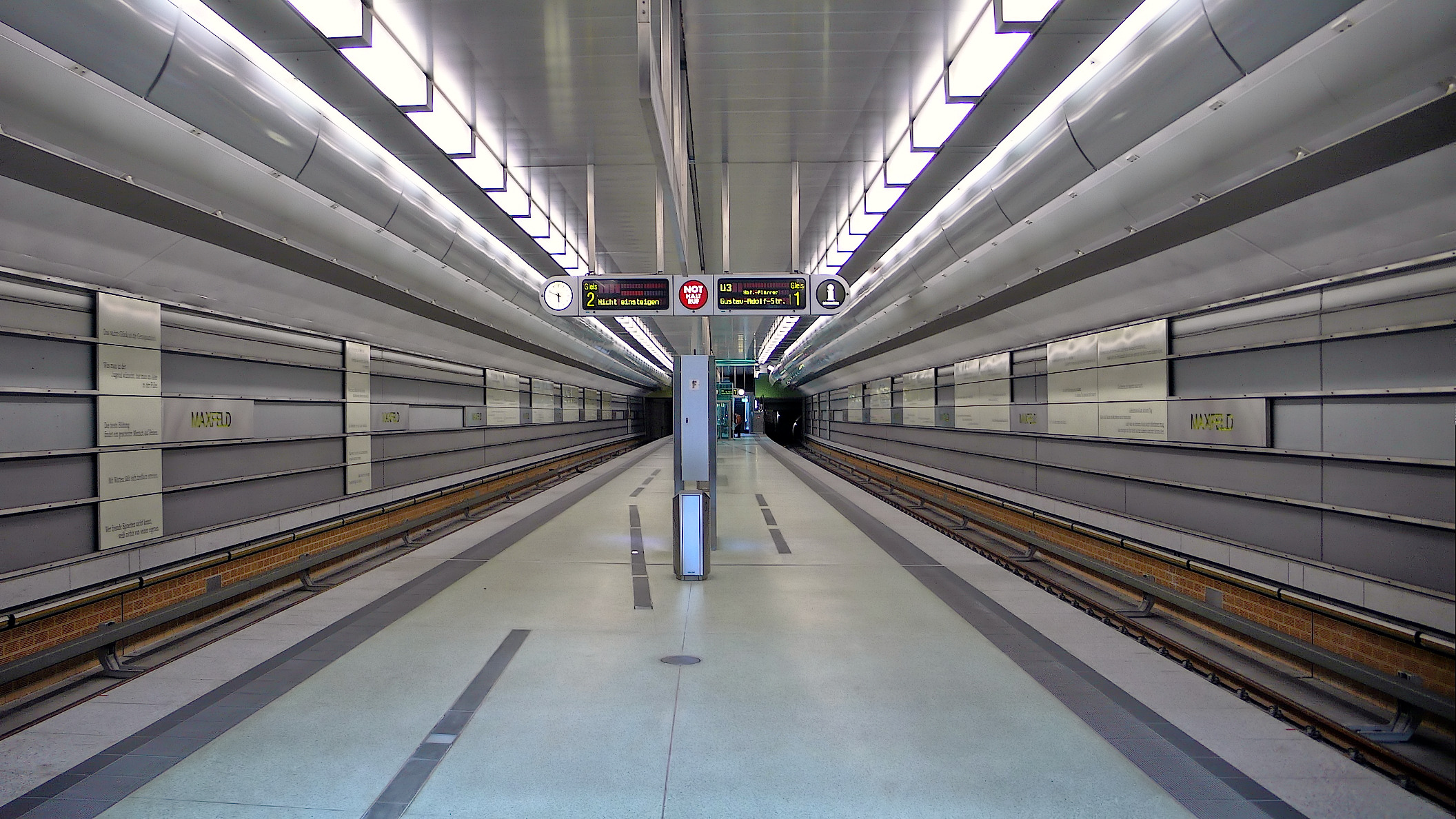
Stazione Maxfeld
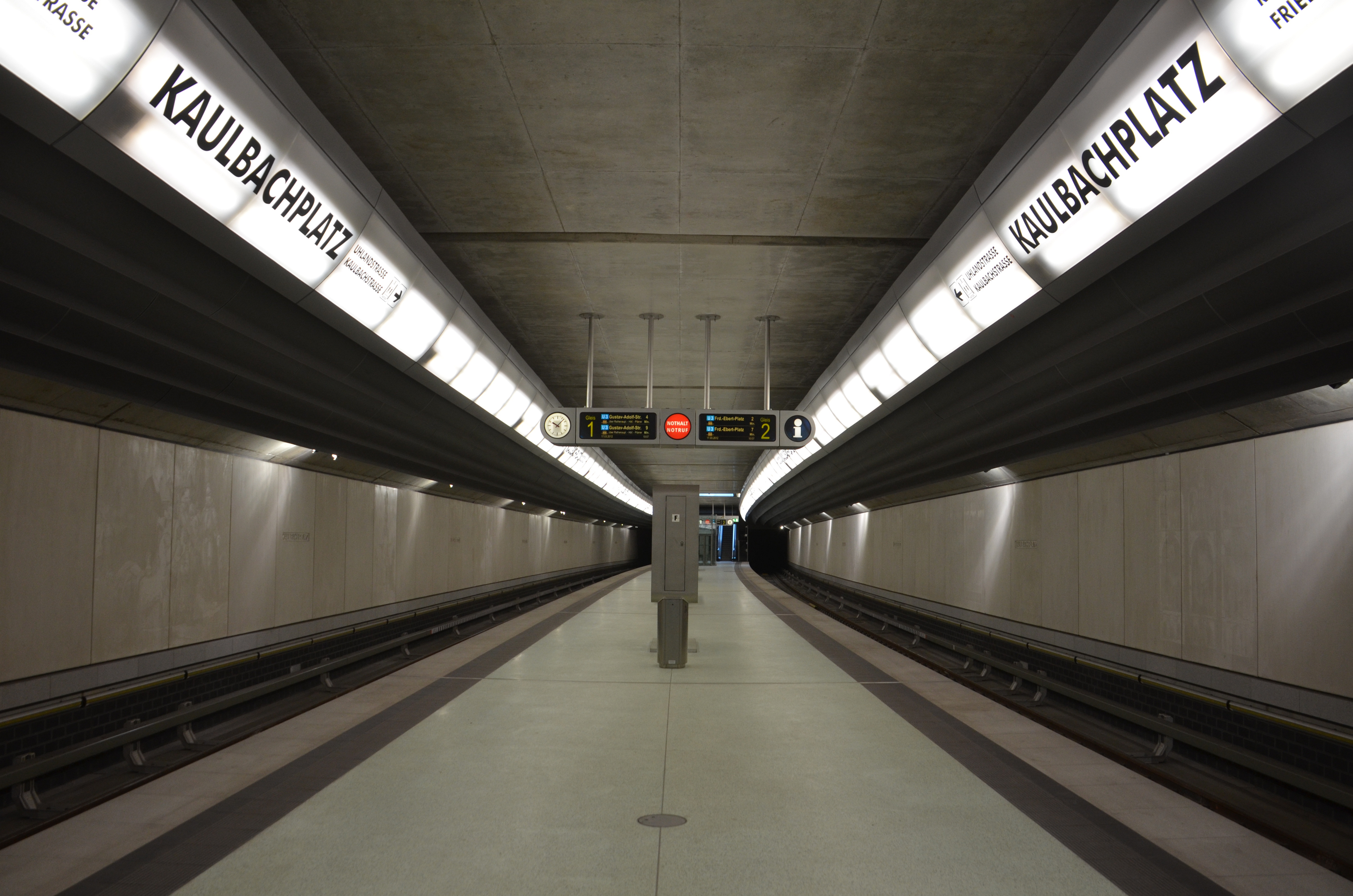
Stazione Kaulbachplatz
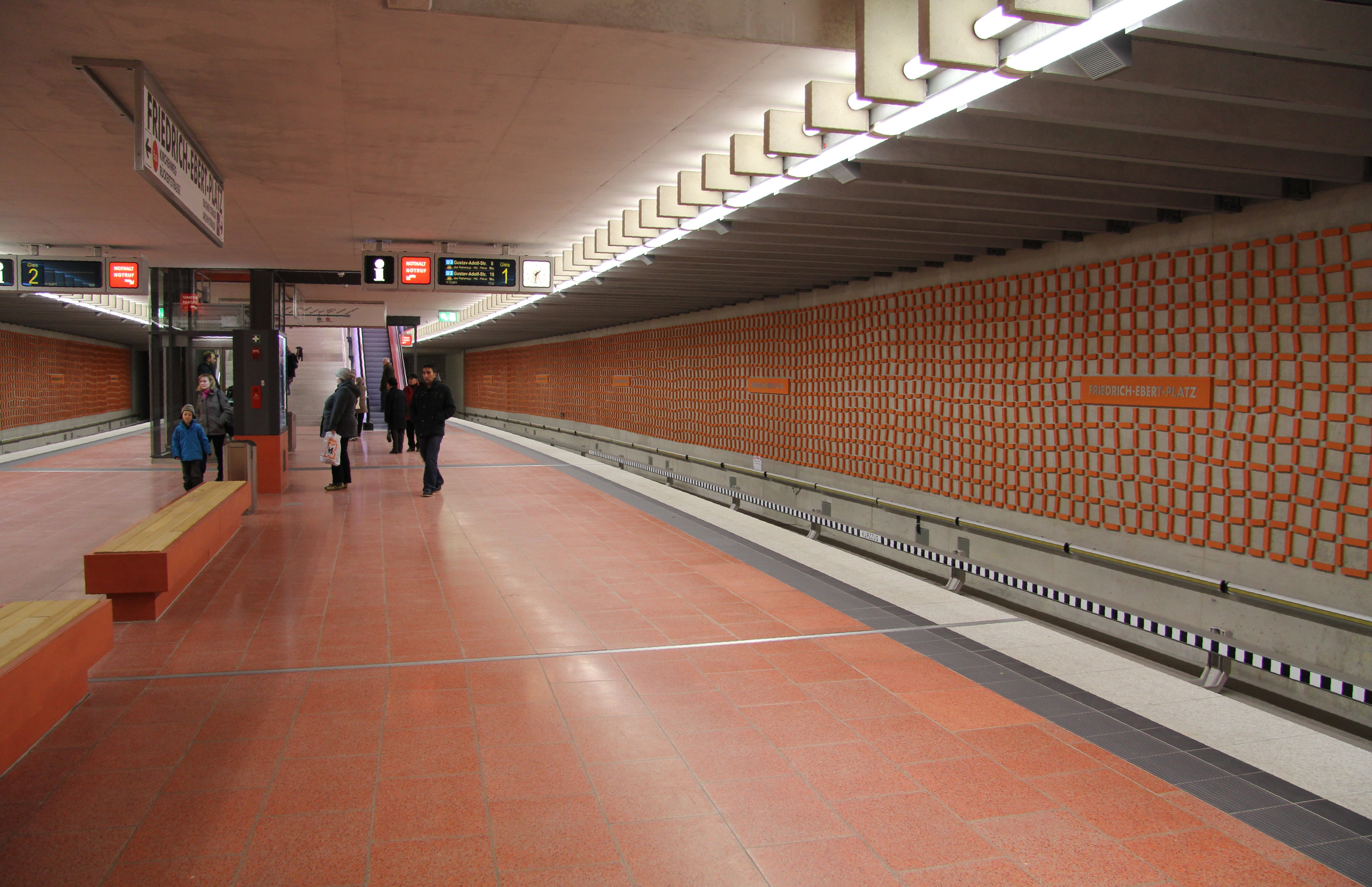
Stazione Friedrich-Ebert-Platz
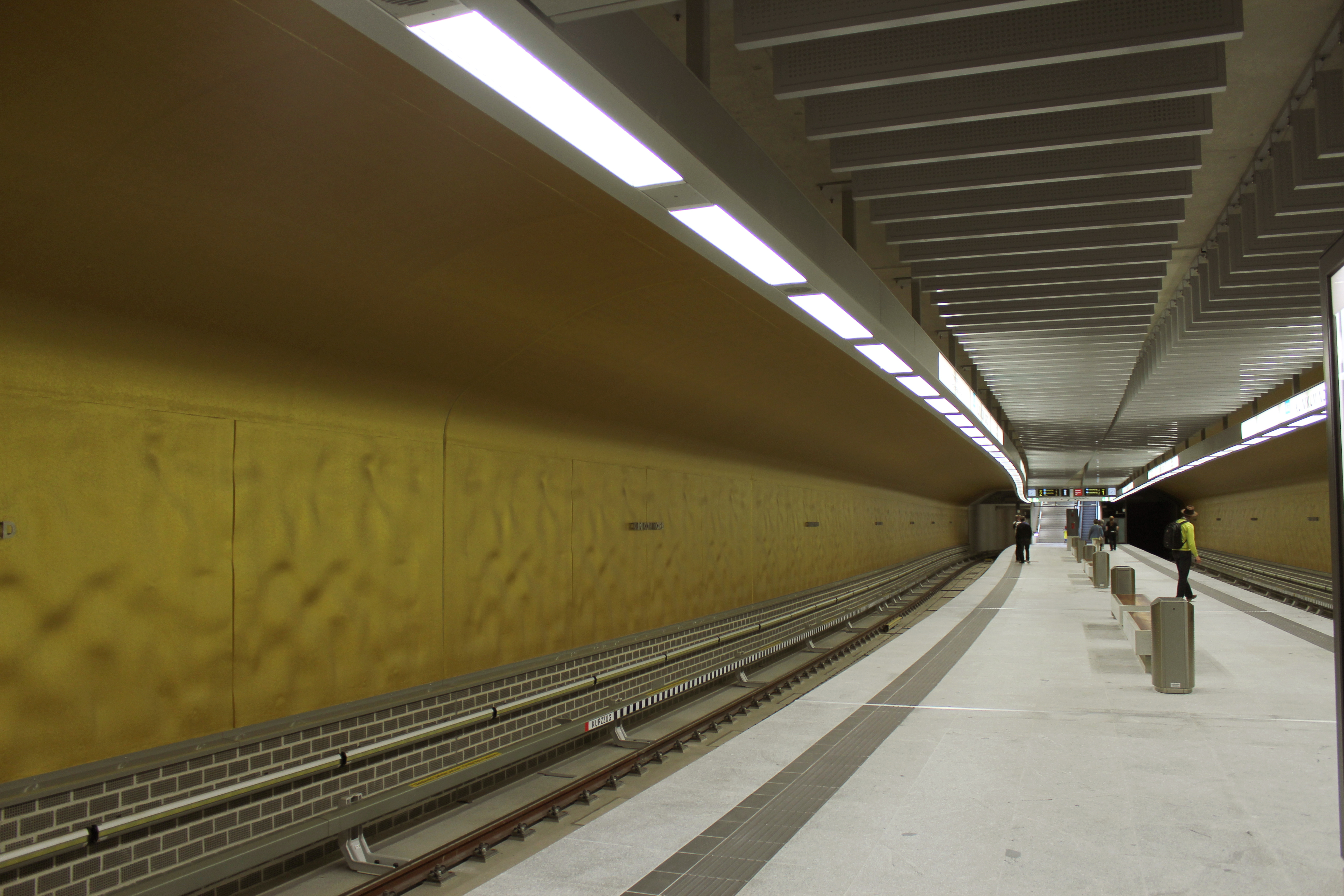
Stazione Klinikum Nord